# هيلين فلينت
هيلين فلينت (بالإنجليزية: Helen Flint)‏ هي ممثلة أمريكية، ولدت في 14 يناير 1898 في شيكاغو في الولايات المتحدة، وتوفيت في 9 سبتمبر 1967 في واشنطن العاصمة في الولايات المتحدة.

## أعمال

### أفلام
- (1944) القلق[4]

## وصلات خارجية
- هيلين فلينت على موقع IMDb (الإنجليزية)
- هيلين فلينت على موقع أول موفي (الإنجليزية)
- هيلين فلينت على موقع قاعدة بيانات برودواي على الإنترنت (الإنجليزية)
- هيلين فلينت على موقع قاعدة بيانات الأفلام السويدية (السويدية)
- هيلين فلينت على موقع قاعدة بيانات الفيلم (الإنجليزية)
- هيلين فلينت على موقع كينوبويسك (الروسية)